# Список глав правительства Беларуси

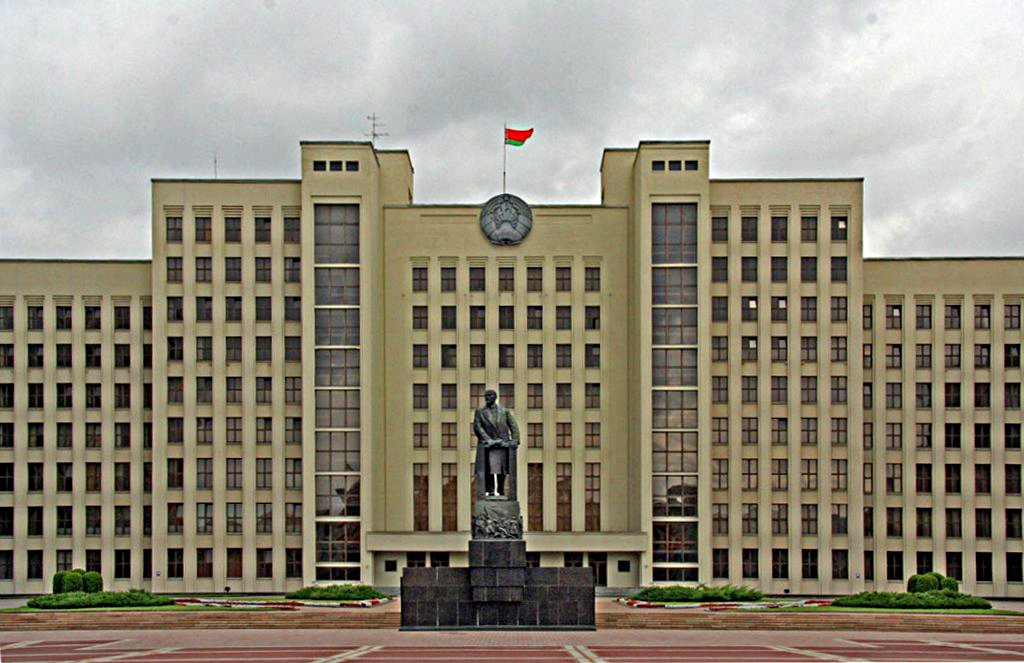
Дом правительства в Минске

Список глав правительства Беларуси включает лиц, занимавших пост премьер-министра Беларуси или пост главы правительства или подобных исполнительных органов власти в процессе развития современной национальной государственности страны, включая глав правительств независимых национальной Белорусской Народной Республики и Советской Беларуси, союзной республики СССР и независимого государства.
В настоящее время главой правительства является Премьер-министр Республики Беларусь (бел. Прэм’ер-міністр Рэспублікі Беларусь). Кандидатура главы правительства выдвигается президентом страны на рассмотрение Палаты представителей. После вынесения кандидату вотума доверия премьер-министр немедленно назначается президентом.
Использованная в первом столбце таблиц нумерация является условной; также условным является использование в первом столбце цветовой заливки, служащей для упрощения восприятия принадлежности лиц к различным политическим силам без необходимости обращения к столбцу, отражающему партийную принадлежность. Наряду с партийной принадлежностью, в столбце «Партия» также отражён беспартийный статус персоналий. В столбце «Выборы» отражены состоявшиеся выборные процедуры или иные основания получения полномочий главы государства, утвердившего после своего вступления в должность главу правительства. Для удобства список разделён на принятые в историографии периоды истории страны. Приведённые в преамбулах к каждому из разделов описания этих периодов призваны пояснить особенности её политической жизни.

## Белорусская Народная Республика (1918)
В декабре 1917 года на проходившем в Минске I Всебелорусском съезде, созванном Великой белорусской радой (ВБР), была выдвинута идея о создании национального государства белорусов. ВБР также призывала бороться с советской властью, установленной после Октябрьской революции в Минске, Восточной и Центральной Беларуси, и потребовала для Беларуси автономии в рамках Российской республики. Руководство Областного исполнительного комитета Западной области и фронта разогнало съезд. К февралю 1918 года в ходе операции «Фаустшлаг» германскими войсками была оккупирована большая часть Беларуси, советские войска отступили из Минска. 21 февраля Исполнительный комитет Рады Всебелорусского съезда объявил себя временной властью на всей территории оккупированной Беларуси и образовал правительство — Народный секретариат, 9 марта провозгласил создание Белорусской Народной Республики (бел. Беларуская Народная Рэспубліка; БНР), 25 марта объявил о государственной независимости республики (не признано Германией), 11 октября ратифицировал Временную конституцию, по которой высшим исполнительным органом являлся Совет народных министров (СНМ). Однако после поражения Германии в Первой мировой войне советские войска начали отвоёвывать территорию Беларуси и 10 декабря разогнали Раду БНР и СНМ. 13 декабря 1919 года в Минске, находившемся под польской оккупацией, Рада была восстановлена, но 11 июля 1920 года вновь разогнана Красной Армией, вступившей в город. С тех пор Рада функционирует как «правительство в изгнании».
|        | Портрет | Имя (годы жизни)                                                           | Полномочия      | Полномочия      | Партия                                      | Кабинет  | Наименование должности | Пр.   |
| Начало | Портрет | Имя (годы жизни)                                                           | Окончание       |                 | Партия                                      | Кабинет  | Наименование должности | Пр.   |
| ------ | ------- | -------------------------------------------------------------------------- | --------------- | --------------- | ------------------------------------------- | -------- | --- | ----- |
| 1      |         | Иосиф Яковлевич Воронко (1891—1952) бел. Язэп Якаўлевіч Варонка            | 25 марта 1918   | 14 мая 1918     | Белорусская социалистическая грамада        | Воронко  | Председатель Народного секретариата Белорусской Народной Республики бел. Старшыня Народнага Сакратарыята Беларускай Народнай Рэспублікі     | [ 3 ] |
| 2      |         | Роман Александрович Скирмунт (1868—1939) бел. Раман Аляксандравіч Скірмунт | 14 мая 1918     | 21 июля 1918    | беспартийный                                | Скирмунт | Председатель Народного секретариата Белорусской Народной Республики бел. Старшыня Народнага Сакратарыята Беларускай Народнай Рэспублікі     | [ 4 ] |
| 3      |         | Иван Никитович Середа (1879—после 1943) бел. Іван Мікітавіч Серада         | 21 июля 1918    | 11 октября 1918 | Белорусская партия социалистов-федералистов | Середа   | Председатель Народного секретариата Белорусской Народной Республики бел. Старшыня Народнага Сакратарыята Беларускай Народнай Рэспублікі     | [ 5 ] |
| 4      |         | Антон Иванович Луцкевич (1884—1942) бел. Антон Іванавіч Луцкевіч           | 11 октября 1918 | 10 декабря 1918 | Белорусская социал-демократическая партия   | Луцкевич | Председатель Совета народных министров Белорусской Народной Республики бел. Старшыня Рады Народных Міністраў Беларускай Народнай Рэспублікі | [ 6 ] |

## Социалистическая Советская Республика Белоруссии (1919—1922)
На VI Северо-Западной областной конференции РКП(б), проходившей 30—31 декабря 1918 года в Смоленске, в соответствии с Декларацией прав народов России от 2 (15) ноября 1917 года было принято решение о создании советской белорусской республики. 1 января 1919 года Временное революционное рабоче-крестьянское правительство обнародовало Манифест о провозглашении Социалистической Советской Республики Белоруссии (бел. Сацыялістычная Савецкая Рэспубліка Беларусі) в составе РСФСР со столицей в Минске, 31 января республика вышла из Советской России. Однако уже 27 февраля ЦК РКП(б) объявило о слиянии Беларуси и Литвы в Литовско-Белорусскую ССР. К 1 сентября большую часть Беларуси заняли польские войска, правительство бежало в Смоленск. После освобождения Минска советскими войсками 31 июля 1920 года вновь была принята декларация о создании суверенной Советской Беларуси. 18 декабря были образованы высшие законодательный (Центральный исполнительный комитет) и исполнительный (Совет народных комиссаров) органы. По итогам советско-польской войны территория Западной Беларуси отошла Польше. 29 декабря 1922 года Беларусь подписала с советскими Россией, Украиной и Закавказьем договор о создании Союза Советских Социалистических Республик, который вступил в силу на следующий день. В апреле 1927 года была принята белорусская конституция, закрепившая новое название республики — «Белорусская Социалистическая Советская Республика».
|                                                                                  | Портрет | Имя (годы жизни)                                                             | Полномочия      | Полномочия      | Партия                                           | Наименование должности | Пр.    |
| Начало                                                                           | Портрет | Имя (годы жизни)                                                             | Окончание       |                 | Партия                                           | Наименование должности | Пр.    |
| -------------------------------------------------------------------------------- | ------- | ---------------------------------------------------------------------------- | --------------- | --------------- | ------------------------------------------------ | --- | ------ |
| 1                                                                                |         | Дмитрий Фёдорович Жилунович (1887—1937) бел. Зміцер Хведаравіч Жылуновіч     | 1 января 1919   | 3 февраля 1919  | Коммунистическая партия (большевиков) Белоруссии | Председатель Временного рабоче-крестьянского советского правительства Белоруссии бел. Старшыня Часоваго работнiча-селянскаго правiцяльства Беларусі                          | [ 10 ] |
| С 27 февраля 1919 года по 31 июля 1920 года — в составе Литовско-Белорусской ССР |         |                                                                              |                 |                 | Коммунистическая партия (большевиков) Белоруссии | |        |
| 3 (I)                                                                            |         | Александр Григорьевич Червяков (1892—1937) бел. Аляксандр Рыгоравіч Чарвякоў | 18 декабря 1920 | 30 декабря 1922 | Коммунистическая партия (большевиков) Белоруссии | Председатель Совета народных комиссаров Социалистической Советской Республики Белоруссии бел. Старшыня Савета Народных Камісараў Сацыялістычнай Савецкай Рэспублікі Беларусі | [ 11 ] |

## Белорусская ССР (1922—1991) в составе СССР
29 декабря 1922 года Беларусь подписала с советскими Россией, Украиной и Закавказьем договор о создании Союза Советских Социалистических Республик, который вступил в силу на следующий день. В апреле 1927 года была принята белорусская конституция, закрепившая новое название республики — Белорусская Социалистическая Советская Республика (бел. Беларуская Сацыялістычная Савецкая Рэспубліка). 5 декабря 1936 года на чрезвычайном VIII Всесоюзном съезде Советов была принята новая Конституция СССР, в которой, кроме прочего, было отражено новое название Беларуси — Белорусская Советская Социалистическая Республика (бел. Беларуская Савецкая Сацыялістычная Рэспубліка). В феврале 1937 года на XII Всебелорусском съезде Советов была принята конституция республики, согласно которой высшим органом государственной власти в Беларуси стал Верховный Совет, а исполнительной — Совет министров (СМ; СНК переименован в СМ в 1946 году).
В июле 1990 года в условиях демократизации и гласности советской системы КПБ пошла на сотрудничество с оппозицией для обеспечения реального политического и экономического суверенитета и восстановления независимости страны. 27 июля на сессии Верховного Совета Белорусской ССР была принята Декларация о государственном суверенитете. В августе 1991 года ЦК КПБ поддержал действия ГКЧП в Москве, после чего 25 августа Верховный Совет приостановил деятельность партии. В тот же день Совет провозгласил государственную независимость Беларуси.
|           | Портрет        | Имя (годы жизни)                                                                          | Полномочия      | Полномочия | Партия                                           | Наименование должности | Пр.    |
| Начало    | Портрет        | Имя (годы жизни)                                                                          | Окончание       | | Партия                                           | Наименование должности | Пр.    |
| --------- | -------------- | ----------------------------------------------------------------------------------------- | --------------- | --- | ------------------------------------------------ | --- | ------ |
| 3 (II)    |                | Александр Григорьевич Червяков (1892—1937) бел. Аляксандр Рыгоравіч Чарвякоў              | 30 декабря 1922 | 17 марта 1924 | Коммунистическая партия (большевиков) Белоруссии | Председатель Совета народных комиссаров Социалистической Советской Республики Белоруссии бел. Старшыня Савета Народных Камісараў Сацыялістычнай Савецкай Рэспублікі Беларусі | [ 11 ] |
| 4 (I—II)  |                | Иосиф Александрович Адамович (1896—1937) бел. Язэп Аляксандравіч Адамовіч                 | 17 марта 1924   | 11 апреля 1927 | Коммунистическая партия (большевиков) Белоруссии | Председатель Совета народных комиссаров Социалистической Советской Республики Белоруссии бел. Старшыня Савета Народных Камісараў Сацыялістычнай Савецкай Рэспублікі Беларусі | [ 13 ] |
| 4 (I—II)  | 11 апреля 1927 | Иосиф Александрович Адамович (1896—1937) бел. Язэп Аляксандравіч Адамовіч                 | 7 мая 1927      | Председатель Совета народных комиссаров Белорусской Социалистической Советской Республики бел. Старшыня Савета Народных Камісараў Беларускай Сацыялістычнай Савецкай Рэспублікі | Коммунистическая партия (большевиков) Белоруссии | | [ 13 ] |
| 5 (I—II)  |                | Николай Матвеевич Голодед (1894—1937) бел. Мікалай Мацвеевіч Галадзед                     | 7 мая 1927      | Председатель Совета народных комиссаров Белорусской Социалистической Советской Республики бел. Старшыня Савета Народных Камісараў Беларускай Сацыялістычнай Савецкай Рэспублікі | Коммунистическая партия (большевиков) Белоруссии | 5 декабря 1936 | [ 14 ] |
| 5 (I—II)  | 5 декабря 1936 | Николай Матвеевич Голодед (1894—1937) бел. Мікалай Мацвеевіч Галадзед                     | 30 мая 1937     | Председатель Совета народных комиссаров Белорусской Советской Социалистической Республики бел. Старшыня Савета Народных Камісараў Беларускай Савецкай Сацыялістычнай Рэспублікі | Коммунистическая партия (большевиков) Белоруссии | | [ 14 ] |
| 6         |                | Данила Иванович Волкович (1900—1937) бел. Даніла Іванавіч Валковіч                        | 30 мая 1937     | Председатель Совета народных комиссаров Белорусской Советской Социалистической Республики бел. Старшыня Савета Народных Камісараў Беларускай Савецкай Сацыялістычнай Рэспублікі | Коммунистическая партия (большевиков) Белоруссии | 8 сентября 1937 | [ 15 ] |
| 7         |                | Афанасий Фёдорович Ковалёв (1908—1993) бел. Апанас Фёдаравіч Кавалёў                      | 8 сентября 1937 | Председатель Совета народных комиссаров Белорусской Советской Социалистической Республики бел. Старшыня Савета Народных Камісараў Беларускай Савецкай Сацыялістычнай Рэспублікі | Коммунистическая партия (большевиков) Белоруссии | 28 июля 1938 | [ 16 ] |
| 8         |                | Кузьма Венедиктович Киселёв (1903—1977) бел. Кузьма Венедыктавіч Кісялёў                  | 28 июля 1938    | Председатель Совета народных комиссаров Белорусской Советской Социалистической Республики бел. Старшыня Савета Народных Камісараў Беларускай Савецкай Сацыялістычнай Рэспублікі | Коммунистическая партия (большевиков) Белоруссии | 28 июня 1940 | [ 17 ] |
| 9         |                | Иван Семёнович Былинский (1903—1976) бел. Іван Сямёнавіч Былінскі                         | 28 июня 1940    | Председатель Совета народных комиссаров Белорусской Советской Социалистической Республики бел. Старшыня Савета Народных Камісараў Беларускай Савецкай Сацыялістычнай Рэспублікі | Коммунистическая партия (большевиков) Белоруссии | 7 февраля 1944 | [ 18 ] |
| 10 (I—II) |                | Пантелеймон Кондратьевич Пономаренко (1902—1984) бел. Панцеляймон Кандратавіч Панамарэнка | 7 февраля 1944  | Председатель Совета народных комиссаров Белорусской Советской Социалистической Республики бел. Старшыня Савета Народных Камісараў Беларускай Савецкай Сацыялістычнай Рэспублікі | Коммунистическая партия (большевиков) Белоруссии | 26 марта 1946 | [ 19 ] |
| 10 (I—II) | 26 марта 1946  | Пантелеймон Кондратьевич Пономаренко (1902—1984) бел. Панцеляймон Кандратавіч Панамарэнка | 17 марта 1948   | Председатель Совета министров Белорусской Советской Социалистической Республики бел. Старшыня Савета Міністраў Беларускай Савецкай Сацыялістычнай Рэспублікі                    | Коммунистическая партия (большевиков) Белоруссии | | [ 19 ] |
| 11        |                | Алексей Ефимович Клещёв (1905—1968) бел. Аляксей Яўхімавіч Кляшчоў                        | 17 марта 1948   | Председатель Совета министров Белорусской Советской Социалистической Республики бел. Старшыня Савета Міністраў Беларускай Савецкай Сацыялістычнай Рэспублікі                    | Коммунистическая партия (большевиков) Белоруссии | 25 июня 1953 | [ 20 ] |
| 12        |                | Кирилл Трофимович Мазуров (1914—1989) бел. Кірыл Трафімавіч Мазураў                       | 25 июня 1953    | Председатель Совета министров Белорусской Советской Социалистической Республики бел. Старшыня Савета Міністраў Беларускай Савецкай Сацыялістычнай Рэспублікі                    | 28 июля 1956                                     | Коммунистическая партия Белоруссии | [ 21 ] |
| 13        |                | Николай Ефремович Авхимович (1907—1996) бел. Мікалай Яфрэмавіч Аўхімовіч                  | 28 июля 1956    | Председатель Совета министров Белорусской Советской Социалистической Республики бел. Старшыня Савета Міністраў Беларускай Савецкай Сацыялістычнай Рэспублікі                    | 9 апреля 1959                                    | Коммунистическая партия Белоруссии | [ 22 ] |
| 14        |                | Тихон Яковлевич Киселёв (1917—1983) бел. Ціхан Якаўлевіч Кісялёў                          | 9 апреля 1959   | Председатель Совета министров Белорусской Советской Социалистической Республики бел. Старшыня Савета Міністраў Беларускай Савецкай Сацыялістычнай Рэспублікі                    | 11 декабря 1978                                  | Коммунистическая партия Белоруссии | [ 23 ] |
| 15        |                | Александр Никифорович Аксёнов (1924—2009) бел. Аляксандр Нічыпаравіч Аксёнаў              | 11 декабря 1978 | Председатель Совета министров Белорусской Советской Социалистической Республики бел. Старшыня Савета Міністраў Беларускай Савецкай Сацыялістычнай Рэспублікі                    | 8 июля 1983                                      | Коммунистическая партия Белоруссии | [ 24 ] |
| 16        |                | Владимир Игнатьевич Бровиков (1931—1992) бел. Уладзімір Ігнатавіч Бровікаў                | 8 июля 1983     | Председатель Совета министров Белорусской Советской Социалистической Республики бел. Старшыня Савета Міністраў Беларускай Савецкай Сацыялістычнай Рэспублікі                    | 10 января 1986                                   | Коммунистическая партия Белоруссии | [ 25 ] |
| 17        |                | Михаил Васильевич Ковалёв (1925—2007) бел. Міхаіл Васілевіч Кавалёў                       | 10 января 1986  | Председатель Совета министров Белорусской Советской Социалистической Республики бел. Старшыня Савета Міністраў Беларускай Савецкай Сацыялістычнай Рэспублікі                    | 7 апреля 1990                                    | Коммунистическая партия Белоруссии | [ 26 ] |
| 18        |                | Вячеслав Францевич Кебич (1936—2020) бел. Вячаслаў Францавіч Кебіч                        | 7 апреля 1990   | Председатель Совета министров Белорусской Советской Социалистической Республики бел. Старшыня Савета Міністраў Беларускай Савецкай Сацыялістычнай Рэспублікі                    | 25 августа 1991                                  | Коммунистическая партия Белоруссии | [ 27 ] |

## Республика Беларусь (с 1991)
27 июля 1990 года на сессии Верховного Совета Белорусской ССР была принята Декларация о государственном суверенитете страны. В августе 1991 года ЦК КПБ поддержал действия ГКЧП в Москве, после чего 25 августа Верховный Совет приостановил деятельность партии. В тот же день Совет провозгласил государственную независимость страны, а 19 сентября переименовал её в Республику Беларусь (бел. Рэспубліка Беларусь). В июле 1994 года в соответствии с новой конституцией Верховный Совет избрал премьер-министром Михаила Чигиря.
|         | Портрет         | Имя (годы жизни)                                                            | Полномочия      | Полномочия      | Партия       | Выборы          | Кабинет              | Пр.    |
| Начало  | Портрет         | Имя (годы жизни)                                                            | Окончание       |                 | Партия       | Выборы          | Кабинет              | Пр.    |
| ------- | --------------- | --------------------------------------------------------------------------- | --------------- | --------------- | ------------ | --------------- | -------------------- | ------ |
| (18)    |                 | Вячеслав Францевич Кебич (1936—2020) бел. Вячаслаў Францавіч Кебіч          | 25 августа 1991 | 22 июля 1994    | беспартийный | [ комм. 4 ]     | Кебич                | [ 29 ] |
| 19      |                 | Михаил Николаевич Чигирь (1948—) бел. Міхаіл Мікалаевіч Чыгір               | 22 июля 1994    | 18 ноября 1996  | беспартийный | 1994            | Чигирь               | [ 28 ] |
| и. о.   |                 | Сергей Степанович Линг (1937—) бел. Сяргей Сцяпанавіч Лінг                  | 18 ноября 1996  | 19 февраля 1997 | беспартийный | 1994            | Чигирь               | [ 30 ] |
| 20      | 19 февраля 1997 | Сергей Степанович Линг (1937—) бел. Сяргей Сцяпанавіч Лінг                  | 18 февраля 2000 | Линг — Ермошин  | беспартийный | 1994            |                      | [ 30 ] |
| и. о.   |                 | Владимир Васильевич Ермошин (1942—) бел. Уладзімір Васілевіч Ярмошын        | 18 февраля 2000 | Линг — Ермошин  | беспартийный | 1994            | 14 марта 2000        | [ 31 ] |
| 21      | 14 марта 2000   | Владимир Васильевич Ермошин (1942—) бел. Уладзімір Васілевіч Ярмошын        | 1 октября 2001  | Линг — Ермошин  | беспартийный | 1994            |                      | [ 31 ] |
| и. о.   |                 | Геннадий Васильевич Новицкий (1949—) бел. Генадзь Васілевіч Навіцкі         | 1 октября 2001  | 10 октября 2001 | беспартийный | 1994            | Новицкий / Сидорский | [ 32 ] |
| 22      | 10 октября 2001 | Геннадий Васильевич Новицкий (1949—) бел. Генадзь Васілевіч Навіцкі         | 10 июля 2003    | 2001            | беспартийный |                 | Новицкий / Сидорский | [ 32 ] |
| и. о.   |                 | Сергей Сергеевич Сидорский (1954—) бел. Сяргей Сяргеевіч Сідорскі           | 10 июля 2003    | 2001            | беспартийный | 19 декабря 2003 | Новицкий / Сидорский | [ 33 ] |
| 23 (I)  | 19 декабря 2003 | Сергей Сергеевич Сидорский (1954—) бел. Сяргей Сяргеевіч Сідорскі           | 8 апреля 2006   | 2001            | беспартийный |                 | Новицкий / Сидорский | [ 33 ] |
| и. о.   | 8 апреля 2006   | Сергей Сергеевич Сидорский (1954—) бел. Сяргей Сяргеевіч Сідорскі           | 18 апреля 2006  | 2001            | беспартийный | Сидорский       |                      | [ 33 ] |
| 23 (II) | 18 апреля 2006  | Сергей Сергеевич Сидорский (1954—) бел. Сяргей Сяргеевіч Сідорскі           | 28 декабря 2010 | 2006            | беспартийный | Сидорский       |                      | [ 33 ] |
| 24      |                 | Михаил Владимирович Мясникович (1950—) бел. Міхаіл Уладзіміравіч Мясніковіч | 28 декабря 2010 | 27 декабря 2014 | беспартийный | 2010            | Мясникович           | [ 34 ] |
| 25 (I)  |                 | Андрей Владимирович Кобяков (1960—) бел. Андрэй Уладзіміравіч Кабякоў       | 27 декабря 2014 | 16 октября 2015 | беспартийный | 2010            | Кобяков              | [ 35 ] |
| и. о.   | 16 октября 2015 | Андрей Владимирович Кобяков (1960—) бел. Андрэй Уладзіміравіч Кабякоў       | 16 декабря 2015 |                 | беспартийный | 2010            | Кобяков              | [ 35 ] |
| 25 (II) | 16 декабря 2015 | Андрей Владимирович Кобяков (1960—) бел. Андрэй Уладзіміравіч Кабякоў       | 18 августа 2018 | 2015            | беспартийный |                 | Кобяков              | [ 35 ] |
| 26      |                 | Сергей Николаевич Румас (1969—) бел. Сяргей Мікалаевіч Румас                | 18 августа 2018 | 2015            | беспартийный | 4 июня 2020     | Румас                | [ 36 ] |
| 27 (I)  |                 | Роман Александрович Головченко (1973—) бел. Раман Аляксандравіч Галоўчанка  | 4 июня 2020     | 2015            | беспартийный | 15 августа 2020 | Головченко           | [ 37 ] |
| и. о.   | 15 августа 2020 | Роман Александрович Головченко (1973—) бел. Раман Аляксандравіч Галоўчанка  | 19 августа 2020 | 2015            | беспартийный |                 | Головченко           | [ 37 ] |
| 27 (II) | 19 августа 2020 | Роман Александрович Головченко (1973—) бел. Раман Аляксандравіч Галоўчанка  | 3 февраля 2025  | 2020            | беспартийный |                 | Головченко           | [ 37 ] |
| и. о.   | 3 февраля 2025  | Роман Александрович Головченко (1973—) бел. Раман Аляксандравіч Галоўчанка  | 10 марта 2025   | 2020            | беспартийный |                 | Головченко           | [ 37 ] |
| 28      |                 | Александр Генрихович Турчин (1975—) бел. Аляксандр Генрыхавіч Турчын        | 10 марта 2025   | действующий     | беспартийный | 2025            | Турчин               | [ 38 ] |